# 才光明佛

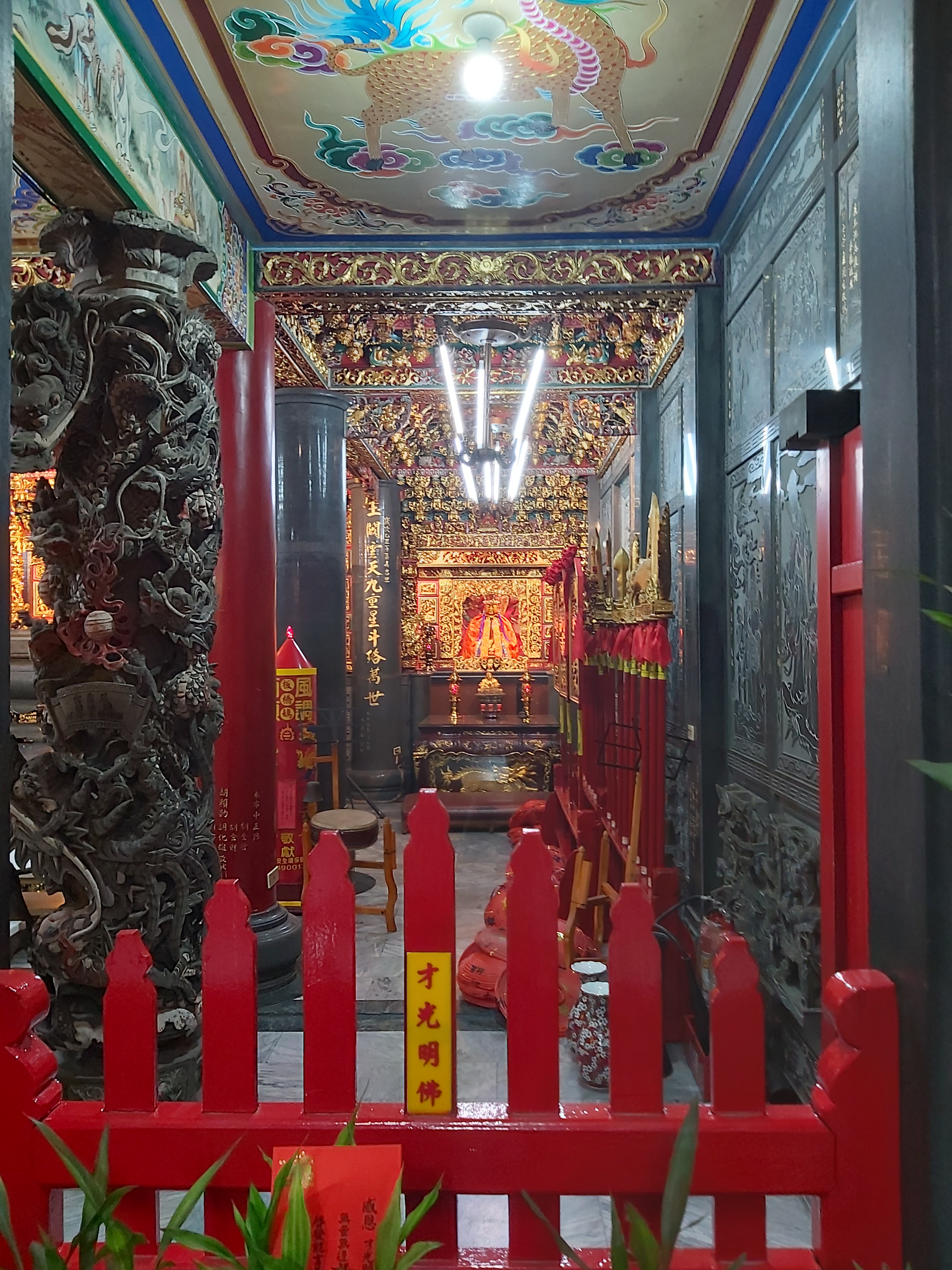
板橋慈惠宮才光明佛神龕

才光明佛是過去五十三佛第二十八位，也是《八十八佛洪名寶懺》中的一佛。此佛辯才無礙，以其辯才，顯現出無限光明，折服天魔外道，廣度群生。更以此佛精於言論，常是司法官、民意代表、律師、教師、商人、主持人、藝人等膜拜的對象。板橋媽祖廟有奉祀之。